# NGC 7430
NGC 7430 est une galaxie lenticulaire située dans la constellation de Pégase. Sa vitesse par rapport au fond diffus cosmologique est de 6 339 ± 26 km/s, ce qui correspond à une distance de Hubble de 93,5 ± 6,6 Mpc (∼305 millions d'al). NGC 7430 a été découverte par l'astronome prussien Heinrich Louis d'Arrest en 1864.
Le professeur Seligman mentionne dans le texte qu'il s'agit d'une galaxie spirale, mais aucun bras n'est visible sur l'image du relevé SDSS. Il s'agit sans aucun doute d'une galaxie lenticulaire.
NGC 7430 présente une large raie HI. En raison d'une brillance de surface égale à 11,56 mag/am2, on peut qualifier NGC 7430 de galaxie présentant une brillance de surface élevée.